# Жигадло, Лукаш
Лукаш Томаш Жигадло (пол. Łukasz Tomasz Żygadło; 2 августа 1979, Сулехув) — польский волейболист, связующий, серебряный призёр чемпионата мира 2006 года.

## Спортивная карьера
Лукаш Жигадло начинал заниматься волейболом в спортивной школе Сулехува, в 1994 году был приглашён в молодёжную команду Ченстоховы, а ещё через год стал играть в Жешуве и был вызван в юниорскую сборную Польши. В её составе Лукаш два раза (в 1995 и 1997 годах) выигрывал бронзовые медали чемпионатов Европы, а в 1998 году играл на континентальном первенстве за молодёжную сборную. В этот период карьеры Лукаш Жигадло играл не только на позиции связующего, но в ряде матчей выполнял функции центрального блокирующего.
В 1997—2001 годах Жигадло выступал в команде Студенческого спортивного союза из Ченстоховы, стал обладателем Кубка Польши и медалей всех достоинств национального чемпионата. 16 июня 2001 года в Санкт-Петербурге провёл первый официальный матч за национальную сборную Польши — в тот день в рамках интерконтинентального раунда Мировой лиги польские волейболисты во встрече со сборной России одержали победу со счётом 3:2.
В том же году Жигадло покинул Ченстохову и каждый из следующих семи сезонов начинал в новых клубах. Выступал в Польше за радомских «Чарных», белхатувскую «Скру» и сосновецкий «Пломень», становился бронзовым призёром чемпионата Греции в составе «Панатинаикоса» и Турции в составе «Халкбанка», в сезоне-2006/07 выступал в России за дебютировавший в Суперлиге калининградский «Динамо-Янтарь», после чего вернулся в Польшу и играл в команде ЗАКСА (Кендзежин-Козле).
С 2008 по 2012 год Лукаш Жигадло защищал цвета итальянского «Трентино». Если в первом сезоне в новом клубе польский связующий находился в тени знаменитого Николы Грбича, то со следующего года стал делить игровое время с бразильцем Рафаэлем и великолепно выступил в «Финале четырёх» в Лодзи, завоевав вместе с титулом приз лучшему связующему. Всего Лукаш Жигадло одержал в составе «Трентино» три победы в главном еврокубке и три раза становился победителем чемпионатов мира среди клубов.
6 июля 2010 года Лукаш Жигадло объявил о завершении выступлений в сборной Польши, но в следующем году при новом тренере Андреа Анастази вернулся в национальную команду.
Лукаш Жигадло был игроком основного состава на чемпионате Европы 2005 года, где сборная заняла 5-е место, в 2006 году за успешное выступление на чемпионате мира в Японии награждён Золотым Крестом Заслуги, а завоёванную на том турнире серебряную медаль продал на благотворительном аукционе в рамках акции по поддержке строительства в Кракове детского госпиталя.
В 2011 году в составе сборной Польши стал бронзовым призёром Мировой лиги и чемпионата Европы и серебряным призёром Кубка мира, в 2012 года стал победителем Мировой лиги и участвовал на олимпийском турнире в Лондоне.
В сезоне 2012/13 годов Лукаш Жигадло выступал за новоуренгойский «Факел», в мае 2013 года перешёл в казанский «Зенит». 6 октября, за два дня до старта полуфинального этапа Кубка России, на котором мог состояться дебют Лукаша в составе казанской команды, он на тренировке после неудачного приземления на ногу одному из игроков получил травму голеностопного сустава и выбыл на длительный срок. Жигадло перенёс операцию и восстановительный период в Болонье, в конце марта 2014 года возобновил тренировки с «Зенитом», но так и не сыграл за казанскую команду ни одного матча из-за существующего в российском чемпионате лимита на легионеров (вместо польского связующего по ходу сезона был приглашён серб Никола Грбич, также цвета «Зенита» защищал американский доигровщик Мэттью Андерсон). По окончании сезона контракт Жигадло с «Зенитом» был расторгнут по обоюдному согласию сторон, в июле 2014 года Лукаш вернулся в «Трентино». В сезоне-2014/15 выиграл второй в карьере титул чемпиона Италии.
В июле 2015 года перешёл в новообразованный клуб «Сармае Банк» (Тегеран). В его составе три раза становился чемпионом Ирана и дважды побеждал на клубных чемпионатах Азии. В июне 2018 года подписал контракт с польской «Сточней» из Щецина. С 2019 года отыграл три сезона в Катаре.
В 2023 году начал работу в должности спортивного директора клуба «Норвид» из Ченстоховы. В декабре 2024 года в возрасте 45 лет вынужденно возобновил карьеру из-за травмы американского связующего команды Куинна Айзексона и стал самым возрастным игроком, принимавшим участие в матчах чемпионата Польши. 

## Достижения

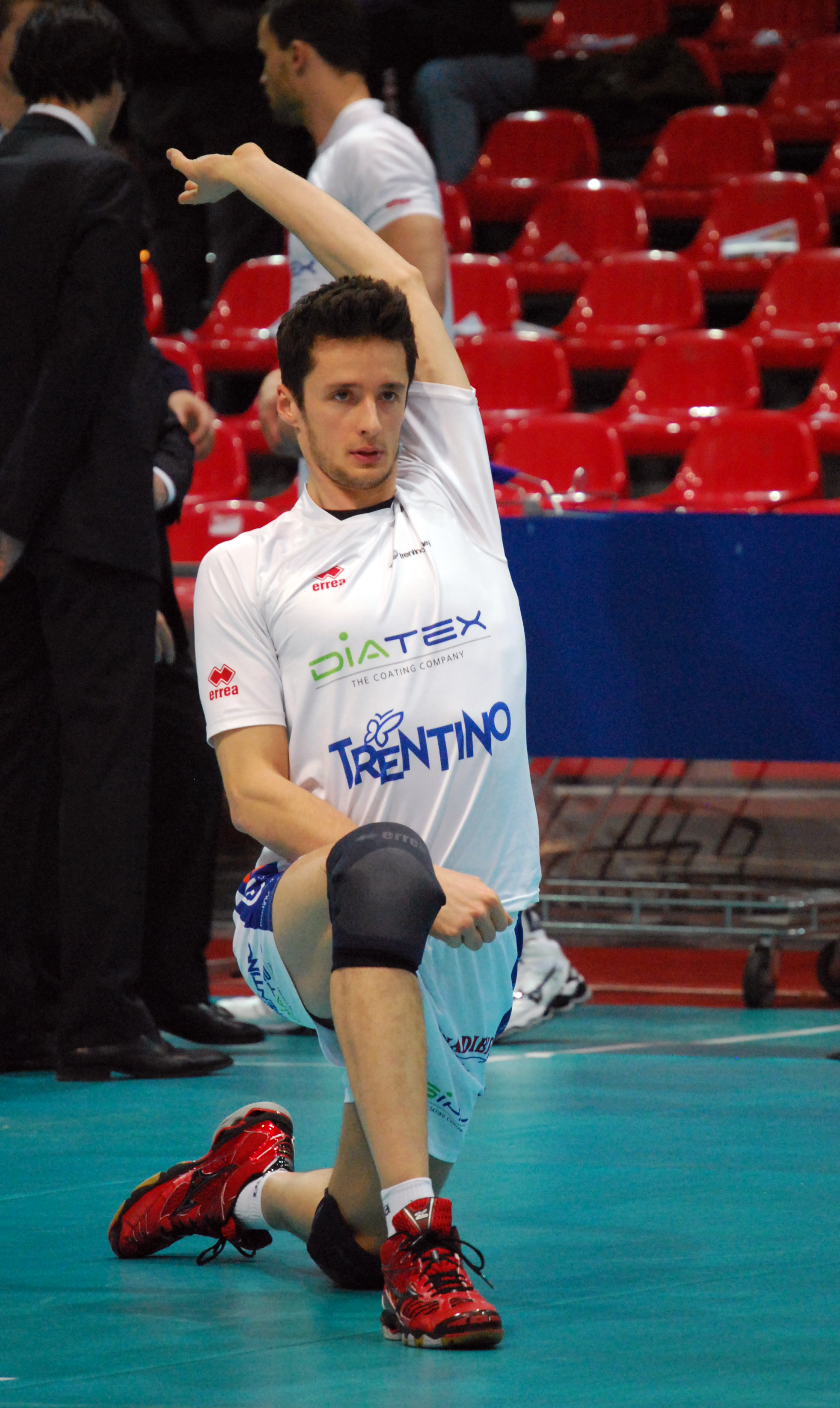
В составе «Трентино» Лукаш Жигадло три раза выигрывал Лигу чемпионов

### Со сборными Польши
- Бронзовый призёр чемпионатов Европы среди юношей (1995, 1997).
- Серебряный призёр чемпионата мира (2006).
- Победитель Мировой лиги (2012), бронзовый призёр Мировой лиги (2011).
- Бронзовый призёр чемпионата Европы (2011).
- Серебряный призёр Кубка мира (2011).

### В клубной карьере
- Чемпион Польши (1998/99), серебряный (2000/01) и бронзовый (1999/00) призёр чемпионатов Польши.
- 2-кратный обладатель Кубка Польши (1998, 2004).
- Бронзовый призёр чемпионата Греции (2004/05).
- Бронзовый призёр чемпионата Турции (2005/06).
- 2-кратный чемпион Италии (2010/11, 2014/15), серебряный призёр чемпионата Италии (2008/09, 2009/10, 2011/12).
- 3-кратный чемпион Ирана (2015/16, 2016/17, 2017/18).
- 2-кратный обладатель Кубка Италии (2009/10, 2011/12).
- Обладатель Суперкубка Италии (2011).
- Бронзовый призёр чемпионата Катара (2020/21).
- 3-кратный победитель Лиги чемпионов (2008/09, 2009/10, 2010/11), бронзовый призёр Лиги чемпионов (2011/12).
- Финалист Кубка Европейской конфедерации волейбола (2014/15).
- 3-кратный победитель клубного чемпионата мира (2009, 2010, 2011).
- 2-кратный победитель клубного чемпионата Азии (2016, 2017).

### Личные
- Лучший связующий Кубка Польши (2004).
- Лучший связующий чемпионата Турции (2005/06).
- Лучший связующий «Финала четырёх» Лиги чемпионов (2010).
- Лучший связующий клубного чемпионата Азии (2017).
- Участник Матча звёзд России (2013).

## Государственные награды
- Золотой Крест Заслуги (5 декабря 2006) — за выдающиеся спортивные достижения[13].